# Ernesto Ghiorzi
Ernesto Ghiorzi (fl. XX secolo) è stato un pallanuotista e dirigente sportivo italiano, ed uno dei selezionatori della nazionale di pallanuoto maschile italiana alle olimpiadi di Anversa del 1920.

## Carriera

### Pallanuoto

#### Giocatore
Socio del Genoa, Ghiorzi giocò in difesa della porta rossoblu nell'unico incontro che determinò l'assegnazione del primo campionato italiano di pallanuoto maschile italiano nel 1912. L'incontro che vedeva i Grifoni opporsi il 14 settembre alla Partenope terminò 4 a 1 per i genovesi.
Dopo quell'incontro si ritirò dall'attività agonistica, divenendo uno dei principali dirigenti del Genoa.

#### Allenatore
Ghiorzi fu il selezionatore ed allenatore della nazionale di pallanuoto maschile italiana alle olimpiadi di Anversa del 1920 insieme a Giancarlo Massola ed a Giuseppe Odetti. La nazionale non fece molta strada nella competizione olimpica, venendo prima eliminata dal tabellone principale dalla Spagna ed infine dal torneo di consolazione che metteva in palio la medaglia di bronzo dalla Grecia.

### Dirigente sportivo
Ritiratosi dall'attività agonistica, oltre a mantenere il suo impiego alle Officine Elettriche Generali, assunse varie cariche all'interno dei quadri dirigenziali rossoblu, cassiere, segretario plenipotenziario e membro del direttorio.
Ghiorzi è ricordato per il suo impegno nel rafforzamento del vivaio rossoblu, ottenendo l'iscrizione gratuita nel club genoano a 50 ragazzi dai 13 ai 16 anni.
Fu tra gli organizzatori della tournée sudamericana del 1923, che vide impegnati gli uomini di Garbutt in vari incontri tra cui uno contro l'Argentina.
Nel 1927 fu eletto vicepresidente del sodalizio genovese, guidato all'epoca da Vincent Ardissone.

## Palmarès

### Club
- Campionato italiano: 1

Genoa:1912